# Jetze Plat
Jetze Plat (Amsterdam, 10 juni 1991) is een Nederlands handbiker en triatleet.
Plat werd geboren met twee onvolgroeide benen. In 1995 kwam Plat in aanraking met het handbiken, om naar school te kunnen fietsen. Later ging hij het handbiken ook als sport beoefenen.
In het begin van zijn sportcarrière werd Plat gecoacht en getraind door Kees van Breukelen. Naarmate Plat beter werd in de sport is er gezocht naar een andere trainer die hem op een hoger niveau kon ondersteunen, dit werd Ralf Bekers. Tijdens de wereldbekerwedstrijden in Rome kwalificeerde Plat zich voor de Paralympische Zomerspelen 2012 in Londen. Plat was tot 2011, toen hij genomineerd werd voor Londen 2012, werkzaam als monteur van handbikes en rolstoelen. Na de nominatie is hij fulltime wielrenner geworden. Vanaf 2013 wordt hij gecoacht door Guido Vroemen.
Op 18 november 2017 zorgde Plat voor een unicum door twee awards in de wacht te slepen. Plat kreeg de award voor triatleet én paratriatleet van het jaar. Hij prolongeerde in Rotterdam de wereldtitel, werd in Kitzbühel opnieuw Europees kampioen en rolde in oktober als snelste paratriatleet over de finish in de Ironman op Hawaï.
Plat droeg samen met atlete Fleur Jong de Nederlandse vlag tijdens de openingsceremonie van de Paralympische Zomerspelen 2020. Op de paratriatlon won hij, 5 jaar na zijn titel op de Paralympische Spelen in Rio de Janeiro, opnieuw de gouden medaille. Hij werd ook uitgeroepen tot Paralympische sporter van het jaar 2020/2021 op het Sportgala 2021 van NOC*NSF.

## Erelijst

### Nederlandse kampioenschappen
| Jaar            | Onderdeel        | Resultaat |
| --------------- | ---------------- | --------- |
| 2016 Emmen      | weg tijdrit      | Goud      |
| 2016 Bladel     | weg wegwedstrijd | Goud      |
| 2015            | weg tijdrit      | Zilver    |
| 2015            | weg wegwedstrijd | Zilver    |
| 2014 Delden     | weg wegwedstrijd | Zilver    |
| 2012 Bornebroek | weg tijdrit      | Zilver    |
| 2011 Venhuizen  | weg tijdrit      | Goud      |
| 2011 Nieuwegein | weg wegwedstrijd | Goud      |
| 2010 Ede        | weg wegwedstrijd | Goud      |
| 2009 Ede        | weg wegwedstrijd | Zilver    |
| 2008 Ede        | weg wegwedstrijd | Goud      |
| 2007 Ede        | weg wegwedstrijd | Goud      |
| 2007 Ede        | weg tijdrit      | Brons     |

### Europees kampioenschappen
| Jaar            | Onderdeel | Resultaat |
| --------------- | --------- | --------- |
| 2016 Lissabon   | Triathlon | Goud      |
| 2015 Geneve     | Triathlon | Goud      |
| 2014 Oostenrijk | Triathlon | 4e        |

### Wereldkampioenschappen
| Jaar           | Onderdeel   | Resultaat |
| -------------- | ----------- | --------- |
| 2016 Rotterdam | Triathlon   | Goud      |
| 2015 Chicago   | Triathlon   | Brons     |
| 2015 Nottwil   | Weg         | Zilver    |
| 2014 USA       | Weg         | 8e        |
| 2011 Roskilde  | Weg tijdrit | 11e       |
| 2011 Roskilde  | Weg         | DNF       |
| 2009 Bogogno   | Weg tijdrit | 18e       |
| 2009 Bogogno   | Weg         | 10e       |

### Paralympische Spelen
| Jaar                                          | Onderdeel            | Resultaat |
| --------------------------------------------- | -------------------- | --------- |
| Paralympische Zomerspelen 2012 London         | Wegtijdrit (H4)      | 4e        |
| Paralympische Zomerspelen 2012 London         | Wegwedstrijd (H4)    | 8e        |
| Paralympische Zomerspelen 2016 Rio de Janeiro | Paratriathlon (PT1)  | Goud      |
| Paralympische Zomerspelen 2016 Rio de Janeiro | Wegtijdrit (H5)      | 6e        |
| Paralympische Zomerspelen 2016 Rio de Janeiro | Wegwedstrijd (H5)    | Brons     |
| Paralympische Zomerspelen 2020 Tokio          | Paratriathlon (PT1)  | Goud      |
| Paralympische Zomerspelen 2024 Parijs         | Paratriathlon (PTWC) | Goud      |
| Paralympische Zomerspelen 2024 Parijs         | Wegtijdrit (H4)      | Goud      |
| Paralympische Zomerspelen 2024 Parijs         | Wegwedstrijd (H4)    | Goud      |